# سيفديتورين
سيفديتورين Cefditoren مضاد حيوي من مجموعة السيفالوسبورينات الجيل الثالث، له فعالية ضد البكتيريا سلبية الغرام gram negative (ما عدا الزائفة الزنجارية Pseudomonas Aeruginosa)، ولبعض البكتيريا إيجابية الغرامgram positive .الأسماء التجاريه لسيفديتورين: مياكت، مياكتون وتحت Spectracef بواسطة شركة (Vansen Pharma Inc). وتحت الاسم Meiact بواسطة شركة -Meiji Seika [الإنجليزية]

## الاستخدام الطبي
من استخداماته : التهاب القصبات المزمن (زيادة في شدة المرض، أو في حدة أعراضه) التهابات الرئة أو ذات الرئة، التهاب البلعوم، التهاب اللوزتين، التهاب الجلد

## آليته
منع تركيب الجدار الخلوي الجرثوم بآلية مشابهة للمركب سيفدينير.

## الحرائك الدوائية
- الإستقلاب: يشتقلب في الجسم بآلية الحلمهة ليعطى مستقلبات فعالة وأخرى غير فعالة.
- العمر النصفي: 1.6 ساعة.
- الإطراح: مع البول.

## الآثار الجانبية
- تحدث بنسبة تزيد عن 10%:
  - هضمية: إسهال.
- تحدث بنسبة 1-10%:
  - متنوعة: صداع، ارتفاع سكر الدم، ألم بطني، غثيان، عسرة هضم، إصابة مهبلية بالمبيضات، انخفاض تركيز الخضاب، بيلة دموية.
- تحدث بنسبة تقل عن 1%:
- متنوعة: ارتكاس أرجي، تطاول زمن التخثر، حمامى عديدة الأشكال، نزف، فقر دم انحلالي، سوء الوظيفة الكلوية، ارتكاس شبيه بداء المصل، متلازمة ستيفن جونسون، انحلال البشرة النخري السمي، اعتلال كلوي سمي.[4]

### الحمل
ينتمي لأدوية المجموعة B

### مضادات الاستطباب
- فرط الحساسية له أو لأحد مكوناته أو لأحد السيفالوسبورينات.
- عوز الكارنيتين
- يجب استخدامه بحذر عند المريض الذي في سوابقه أرج للبنسلينات.

## الجرعة
- الأطفال بعمر يزيد عن 12سنة والبالغين (فموياً):

1. السورات الحادة لالتهاب القصبات المزمن: 400ملغ مرتين يومياً لمدة 10أيام.
2. ذات الرئة المكتسبة من المجتمع: 400ملغ مرتين يومياً لمدة 14 يوم.
3. التهاب البلعوم والتهاب اللوزات والتهاب التراكيب الجلدية: 200مغ مرتين يومياً مدة 10 أيام.

- تعدل الجرعة عند مرضى اضطراب الوظيفة الكلوية:

1. تصفية الكرياتينين 30-49 مل/د: لا يعطى أكثر من 200ملغ مرتين يومياً.
2. تصفية الكرياتينين أقل من 30 مل/د: لا يعطى أكثر من 200ملغ مرة يومياً.

- يجب تناوله مع وجبات الطعام.[5]

## المستحضرات الصيدلانية
Cefditoren غير متوفر على شكل أقراص 200 - و 400 ملغ. ويمكن أن تصاغ باسم دواء أولي cefditoren pivoxil.

التركيب الكيميائي للpivoxil cefditoren

أقراص: 200 ملغ.

## التخزين
يحفظ في درجة حرارة الغرفة بعيداً عن الضوء والرطوبة.